# Giornata Internazionale della Fratellanza Umana
La Giornata Internazionale della Fraternità Umana è stata proclamata dall'Assemblea Generale delle Nazioni Unite il 21 dicembre 2020, con la risoluzione 75/200 al fine di promuovere la tolleranza culturale e religiosa. Con questa risoluzione, proposta dall'Egitto e dagli Emirati Arabi Uniti, le Nazioni Unite hanno invitato tutti i suoi Stati membri e altre organizzazioni internazionali a commemorare annualmente la Giornata Internazionale della Fratellanza Umana.
Le celebrazioni della Giornata Internazionale della Fratellanza Umana includono eventi a cui hanno partecipato Stati membri delle Nazioni Unite, leader religiosi e rappresentanti della società civile insieme allo Zayed Award for Human Fraternity, che riconosce individui o entità in qualsiasi parte del mondo per il loro profondo contributo alla fratellanza umana.
Da quando è stata celebrata per la prima volta il 4 febbraio 2021, la Giornata internazionale della fraternità umana ha ricevuto il sostegno di molti leader mondiali. Papa Francesco, Sheikh Ahmed el-Tayeb, Grande Imam di Al-Azhar, e il presidente degli Stati Uniti, Joe Biden, hanno sostenuto l'iniziativa.

## Antecedenti
Il 4 febbraio 2019 papa Francesco e lo Sceicco Ahmad Al-Tayyeb, Grande Imam di Al-Azhar, hanno firmato il Documento sulla Fratellanza Umana per la Pace e la Convivenza Comune, noto anche come Dichiarazione di Abu Dhabi. I principi di compassione e solidarietà umana racchiusi in questo testo sono gli stessi che in seguito hanno ispirato la risoluzione che ha istituito il 4 febbraio come Giornata Internazionale della Fratellanza Umana, come ha affermato in diverse occasioni il Segretario Generale delle Nazioni Unite, António Guterres.
Al fine di articolare iniziative per l'attuazione del Documento sulla Fratellanza Umana, nell'agosto 2019 è stato creato il Comitato Supremo per la Fratellanza Umana (HCHF, nel suo acronimo in inglese). L'HCHF, che è composto da leader religiosi e civili di diversi paesi e fedi, assegna ogni anno il Premio Zayed per la Fratellanza Umana.
Infine, il Documento sulla Fratellanza Umana ha influito anche sull'enciclica Fratelli tutti, come riconosce Papa Francesco nello stesso testo quando afferma di essere stato ispirato a scriverlo dall'incontro con Ahmed el-Tayeb nel 2019.